# Cooperació i Germandat
Cooperació i Germandat (en hebreu: שיתוף ואחווה‎, Xittuf ve-Ahvà; en àrab مشاركة وأخوة, Muxārika wa-Aẖwa) fou un partit polític d'Israel format per àrabs d'Israel i associat al Mapai de David Ben-Gurion. Fou una de les llistes satèl·lit àrabs creades amb la finalitat de captar vots àrabs i incloure els àrabs israelians en el funcionament de l'Estat per tal de demostrar que jueus i àrabs podien coexistir pacíficament. Es presentà a les eleccions legislatives d'Israel de 1959 i va obtenir l'1,1% dels vots i dos escons (Labib Hussein Abu Rokan i Yusuf Diab); com a associat al Mapai, participà en la coalició de govern.
A les eleccions de 1961 el partit va augmentar els seus vots fins a l'1,9%, superant Progrés i Desenvolupament i esdevingué el més popular partit àrab israelià a la Kenésset. Tot i el seu augment de vot, només va obtenir dos escons, encara que va ser novament part dels tres governs de coalició en la 5a Kenésset. Abu Kochan i Diab van ser substituïts per Jabr Muadi (antic diputat per a la Llista Democràtica pels Àrabs Israelians) i Diyab Obeid.
A les eleccions de 1965 van experimentar una caiguda en el suport fins a l'1,3% dels vots, encara que el partit mantingué els seus dos escons i va ser inclòs en el nou govern de coalició. Durant la sessió de la Kenésset, el partit breument es va fusionar amb Progrés i Desenvolupament per formar Cooperació i Desenvolupament, encara que la unió es va trencar poc després de la seva formació. Cap al final de la sessió Moade es va separar del partit per formar el Partit Drus, encara que va ser elegit per a la següent Kenésset com a membre de Progrés i Desenvolupament.
A les eleccions de 1969 el partit mantingué els seus dos escons amb un petit augment en el seu percentatge de vot a l'1,4%. Elias Nakhleh (qui s'havia separat de Progrés i Desenvolupament per formar la Germandat Judeo-Àrab després de trencar amb Cooperació i Desenvolupament) ocupà el segon lloc, i el partit es va unir a la coalició governant. A les eleccions de 1973 només va obtenir el 0,6% dels vots, per dessota del llindar electoral, i posteriorment va desaparèixer.